# 2000 GK147
2000 GK147, também escrito como 2000 GK147, é um objeto transnetuniano (TNO) que está localizado no disco disperso, uma região do Sistema Solar. Ele possui uma magnitude absoluta (H) de 9,2 e, tem um diâmetro estimado com cerca de 64 km.

## Descoberta
2000 GK147 foi descoberto no dia 02 de abril de 2000 pelos astrônomos C. A. Trujillo, S. S. Sheppard e D. C. Jewitt.

## Órbita
A órbita de 2000 GK147 tem uma excentricidade de 0.460 e possui um semieixo maior de 57.338 UA. O seu periélio leva o mesmo a uma distância de 30.963 UA em relação ao Sol e seu afélio a 83.714.